# Aloe rubrodonta
Aloe rubrodonta är en grästrädsväxtart som beskrevs av T.A.Mccoy och John Jacob Lavranos. Aloe rubrodonta ingår i släktet Aloe och familjen grästrädsväxter.
Artens utbredningsområde är Somalia. Inga underarter finns listade i Catalogue of Life.